# 결합 부위

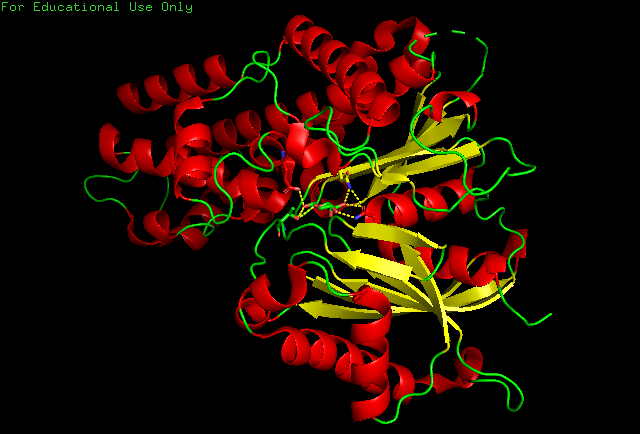
포도당은 해당과정이 시작될 때, 활성 부위의 헥소키네이스에 결합한다.

결합 부위(結合部位, 영어: binding site)는 생화학 및 분자생물학에서 특이적으로 다른 분자에 결합하는 단백질과 같은 고분자 상의 영역이다. 결합 자리라고도 한다. 고분자의 결합쌍은 종종 리간드로 불린다. 리간드는 다른 단백질(단백질-단백질 상호 작용), 반응물, 2차 전달자, 호르몬, 알로스테릭 물질을 포함할 수 있다. 종종 결합은 단백질의 기능을 변화시키는 형태 변화를 동반하는 경우가 있지만, 항상 그런 것은 아니다. 단백질 결합 부위에 결합하는 단계뿐만 아니라 가역적으로 공유하거나 비가역적인 결합이 될 수 있다.

## 기능
단백질 상의 결합 부위에서 리간드의 결합은 단백질의 형태 변화를 유발하고, 세포 기능을 변경할 수 있다. 따라서 단백질의 결합 부위는 신호 전달 경로의 중요한 부분이다. 리간드의 유형에는 신경전달물질, 독소, 신경 펩타이드, 스테로이드 호르몬이 포함된다. 결합 부위는 효소 촉매, 분자 경로 신호 전달, 항상성 조절, 생리학적 기능을 비롯한 다수의 상황에서 기능적 변화를 일으킨다. 부위의 전하, 입체 형태, 기하 구조는 단백질이 담당하는 특정 상호 작용의 세포 상호 작용을 활성화시켜서 매우 특이적인 리간드가 결합하는 것을 선택적으로 허용한다.

### 촉매 작용

효소가 존재하면 활성화 에너지가 감소하여 반응을 촉진시킨다.

효소는 기질 및 생성물보다 전이 상태에 더 강력하게 결합함으로써 촉매 작용을 일으킨다. 촉매 결합 부위에서, 다수의 상이한 상호 작용이 기질에 작용할 수 있다. 여기에는 전기 촉매, 산 및 염기 촉매, 공유 촉매, 금속 이온 촉매가 포함된다. 이러한 상호 작용은 유리한 상호 작용을 제공하여 고 에너지 분자를 안정화시킴으로써 화학 반응의 활성화 에너지를 감소시킨다. 효소 결합은 반응과 무관한 물질의 근접 및 배제를 허용한다.
이들 작용을 수행할 수 있는 효소의 유형은 산화 환원 효소, 전달 효소, 가수 분해 효소, 분해 효소, 이성질화 효소, 연결 효소를 포함한다.
예를 들어, 전이효소인 헥소키네이스는 포도당의 인산화를 촉매하여 포도당 6-인산을 만든다. 헥소키네이스의 활성 부위의 잔기는 활성 부위에서 포도당 분자의 안정화를 허용하고, 유리한 상호 작용의 대안적인 경로의 시작을 자극하여 활성화 에너지를 감소시킨다.

### 억제
억제제 결합에 의한 단백질 억제는 경로 조절, 항상성 조절 및 생리학적 기능의 방해를 유발할 수 있다.
경쟁적 억제는 활성 부위에서 유리 효소에 결합하기 위해 기질과 경쟁하여 결합시 효소-기질 복합체의 생성을 방해한다. 예를 들어, 일산화탄소 중독은 헤모글로빈의 일산화탄소의 경쟁적 결합으로 인해 발생한다.
비경쟁적 억제는 다른 활성 부위에서 기질과 동시에 결합한다. 효소-기질 복합체에 결합 시, 효소-기질 억제제 복합체(ESI)가 형성된다. 경쟁적 억제와 유사하게, 생성물 형성 속도도 감소된다.
혼합 억제는 유리 효소 및 효소-기질 복합체 모두에 결합 할 수 있다. 그러나 경쟁적 및 비경쟁적 억제와 달리, 혼합 억제제는 알로스테릭 자리에 결합한다. 알로스테릭 결합은 기질에 대한 단백질의 친화성을 증가시킬 수 있는 형태 변화를 유도한다. 이 현상을 양성 변조라고 한다. 반대로, 기질에 대한 단백질의 친화성을 감소시키는 알로스테릭 결합은 음성 변조이다.

## 종류

### 활성 부위
활성 부위에서, 기질은 효소와 결합하여 화학 반응을 유도한다. 기질, 전이 상태, 생성물은 활성 부위 및 임의의 경쟁 억제제에 결합할 수 있다. 예를 들어, 근세포에서 트로포닌과 칼슘의 결합은 트로포닌의 형태적 변화를 유도한다. 이것은 트로포마이신이 마이오신 머리가 결합하는 cross-bridge를 형성하고 근수축을 유도하는 액틴-마이오신 결합 부위를 노출시킬 수 있게 한다.
혈액에서, 경쟁적 결합의 예는 헴의 활성 부위에 대해 산소와 경쟁하는 일산화 탄소이다. 일산화 탄소의 높은 친화력은 산소 농도가 낮을 때, 산소를 능가 할 수 있다. 이러한 상황에서, 일산화 탄소의 결합은 헴이 산소에 대한 결합을 방해하여 일산화 탄소 중독을 초래하는 형태 변화를 유도한다.

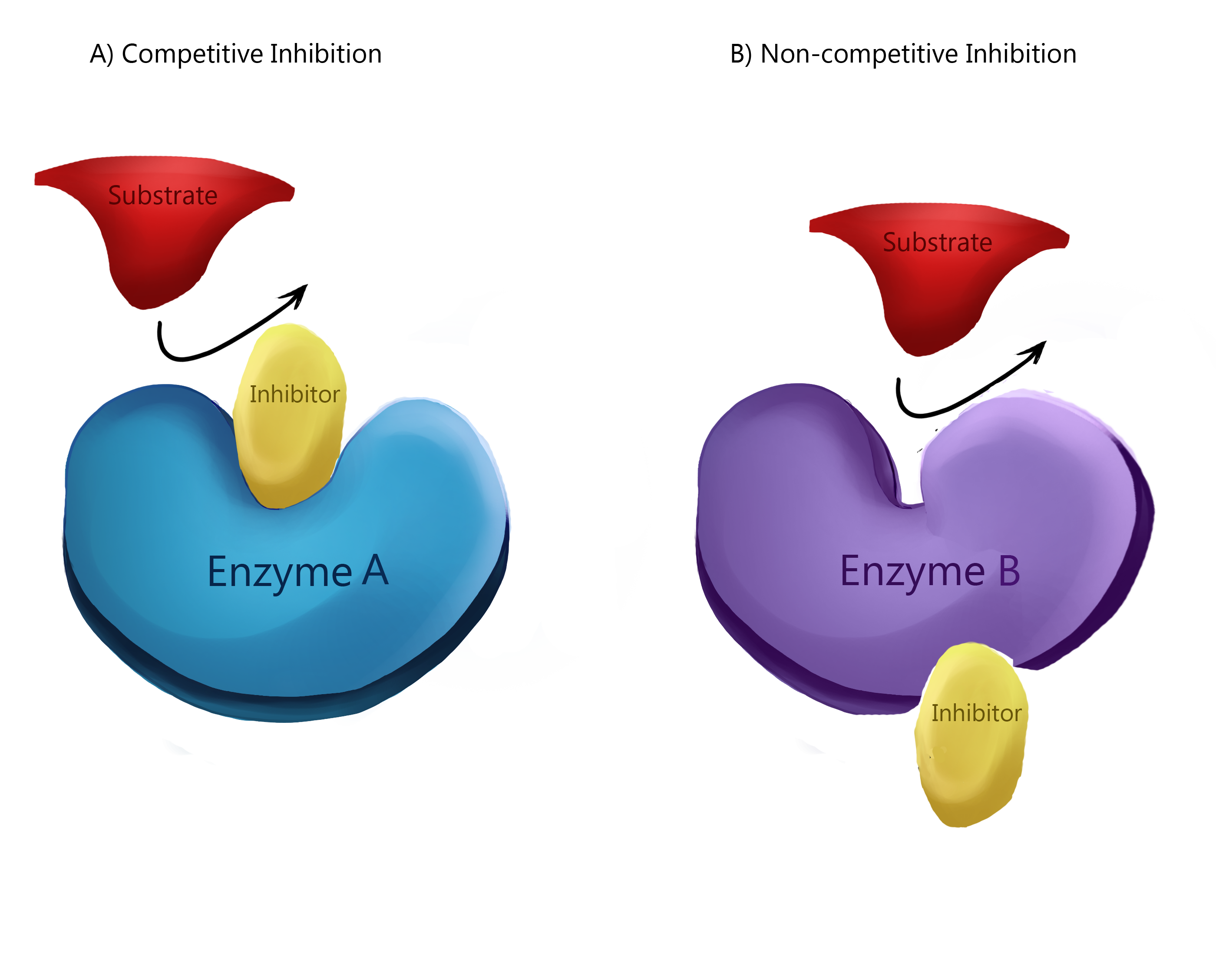
활성 부위와 조절 (알로스테릭) 부위에서 각각 경쟁적 및 비경쟁적 효소 결합을 보여주는 사진

### 알로스테릭 부위
조절 부위에서, 리간드의 결합은 단백질 기능을 증폭시키거나 억제 할 수 있다. 다량체 효소의 알로스테릭 부위에 대한 리간드의 결합은 양성 협력성을 유도하는데 도움을 준다. 즉, 하나의 기질 결합은 유리한 형태 변화를 유도하고, 효소가 제2기질에 결합할 가능성을 증가시킨다. 조절 부위 리간드는 단일 또는 다중 유형의 분자가 각각 효소 활성에 영향을 주는 동종 및 이종 리간드를 포함할 수 있다.
고도로 조절되는 효소는 대사 경로에서 필수적이다. 예를 들어, 해당과정에서 과당을 인산화하는 포스포프럭토카이네이스(PFK)는 아데노신 삼인산에 의해 조절된다. 또한 PFK는 이화 작용을 통해 아데노신 삼인산을 형성하도록 지정된 포도당의 양을 제어한다. 따라서 충분한 수준의 아데노신 삼인산에서, PFK는 아데노신 삼인산에 의해 억제된다. TCA 회로의 중간체인 시트르산도 PFK의 알로스테릭 조절제로서 작용한다.

## 같이 보기
- 활성 부위
- 효소 저해제
- 다른 자리 입체성 조절